# شتوتسرباخ
شتوتسرباخ (به آلمانی: Stützerbach) یک شهر در آلمان است که در ایلم-کرایس واقع شده‌است. شتوتسرباخ ۱٬۵۹۷ نفر جمعیت دارد.